# Gliese 163 b

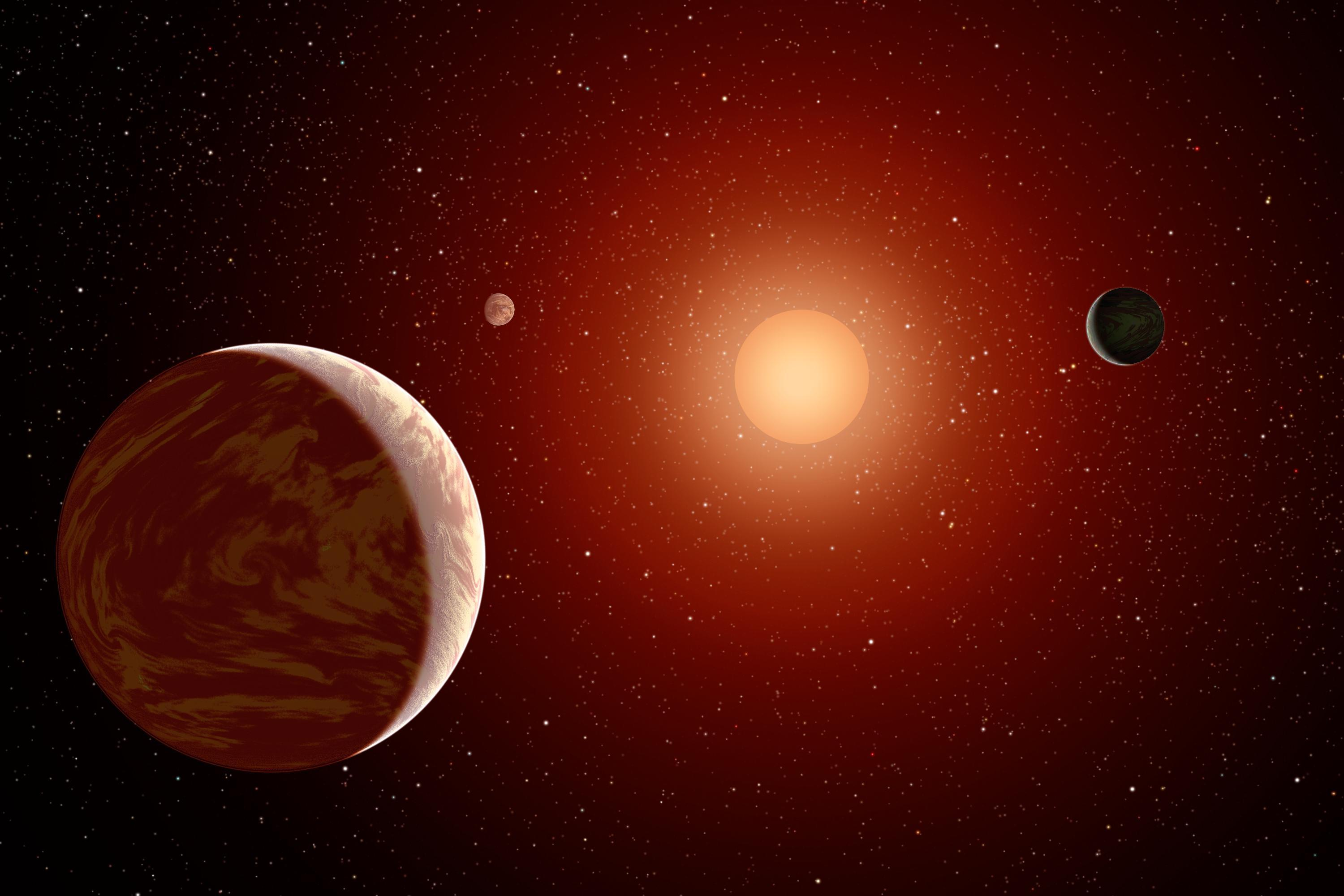
Concepção artística de três planetas orbitando a estrela Gliese 163.

Gliese 163 b, também conhecido como Gl 163 b e Gj 163 b, é um exoplaneta que está orbitando em torno de HR 8832, uma estrela anã vermelha que está localizada a 49 anos-luz de distância a partir da Terra, na constelação de Dorado. Ele tem uma massa de 10,6 massas terrestres. O exoplaneta foi descoberto por uma equipe internacional de astrônomos que estudou cerca de 400 estrelas anãs vermelhas com o instrumento HARPS no Observatório Europeu do Sul no Chile, através do método da velocidade radial.